# Hirotsugu Akaike
Hirotsugu Akaike, (japanska: 赤池 弘次?, Akaike Hirotsugu), även translittererat som Hirotugu Akaike, född 5 november 1927 i Fujinomiya, död 4 augusti 2009, var en japansk statistiker. Han föddes i Fujinomiya och dog av lunginflammation. Han var yngsta barnet av fyra i en bondefamilj och växte upp på landet. Som ung tränades han vid flottan för att gå in i kriget, men kriget slutade innan han kom i strid. 1952 blev han matematiker och 1961 fick han doktorsgrad i matematik. Sin verksamma tid som statistiker tillbringade han vid Institutet för statistisk matematik (ISM) i Tokyo, tills pensionen 1994. Mot slutet där var han dess föreståndare.
Han gifte sig med Ayako 1957, och de fick ett lyckat äktenskap med tre barn: Yumi, Chie och Maki. Med tiden kom han att ägna sig mer åt tidsserieanalyser. De metoder han utvecklade där används för att exempelvis förbättra silkesproduktionen, mycket bättre än Poissonprocessen. Han förbättrade även Slutliga predictions fel (FPE)-modeller. När Ayako dog 1983 av hjärnblödning drabbades han av en depression, men gifte sedan om sig med Mitsuko.
Han var verksam vid det nationella japanska vetenskapsrådet och blev mångfaldigt belönad.
Akaike utvecklade olika typer av gratis programvara för att använda matematiska modeller som går att ladda ner idag. Filosofiskt menade han att information har tre olika härkomster, nämligen objektiv kunskap, empiriska fynd och observerad data.

## Akaikes informationskriterium (AIC)
I början 1970-talet formulerade han ett informationskriterium för modellidentifiering, som han presenterade 1971 och publicerade 1973/74. Detta kriterium har blivit känt som Akaikes informationskriterium (AIC). Dessa utvärderar relativa, men inte absoluta, informationsförluster. De kan exempelvis användas för att genomföra en analys av variansanalys. Typiskt sett får man ut värden om 100, 105 och så vidare. Modellen använder den så kallade Kullback‐Leibler divergensens information.
Förenklat ser den ut som följer: AIC = ‐2(maximerad log sannolikhet) + 2(antal fria parametrar)
Hans metod finner stöd hos Ludwig Boltzmanns teorier om entropi.

### Andra modeller
- Bayes informationskriterium (BIC) eller (ABIC)
- Mallows Cp